# Wechselkopf
Der Wechselkopf ist ein 1835 m ü. NHN hoher Berg im Karwendel auf der Grenze zwischen Bayern und Tirol.
Der Gipfel ist als Trittsicherheit und Schwindelfreiheit erfordernde Bergtour (UIAA I bis II) von Hinterriß über das Rontal zu erreichen (Aufstiegszeit: ca. 2:45 Stunden, Abstiegszeit: ca. 2:00 Stunden, ca. 1000 Höhenmeter). Der Aufstieg kann vom Rontal direkt oder über die Rappenklammspitze erfolgen.